# Ciboneys

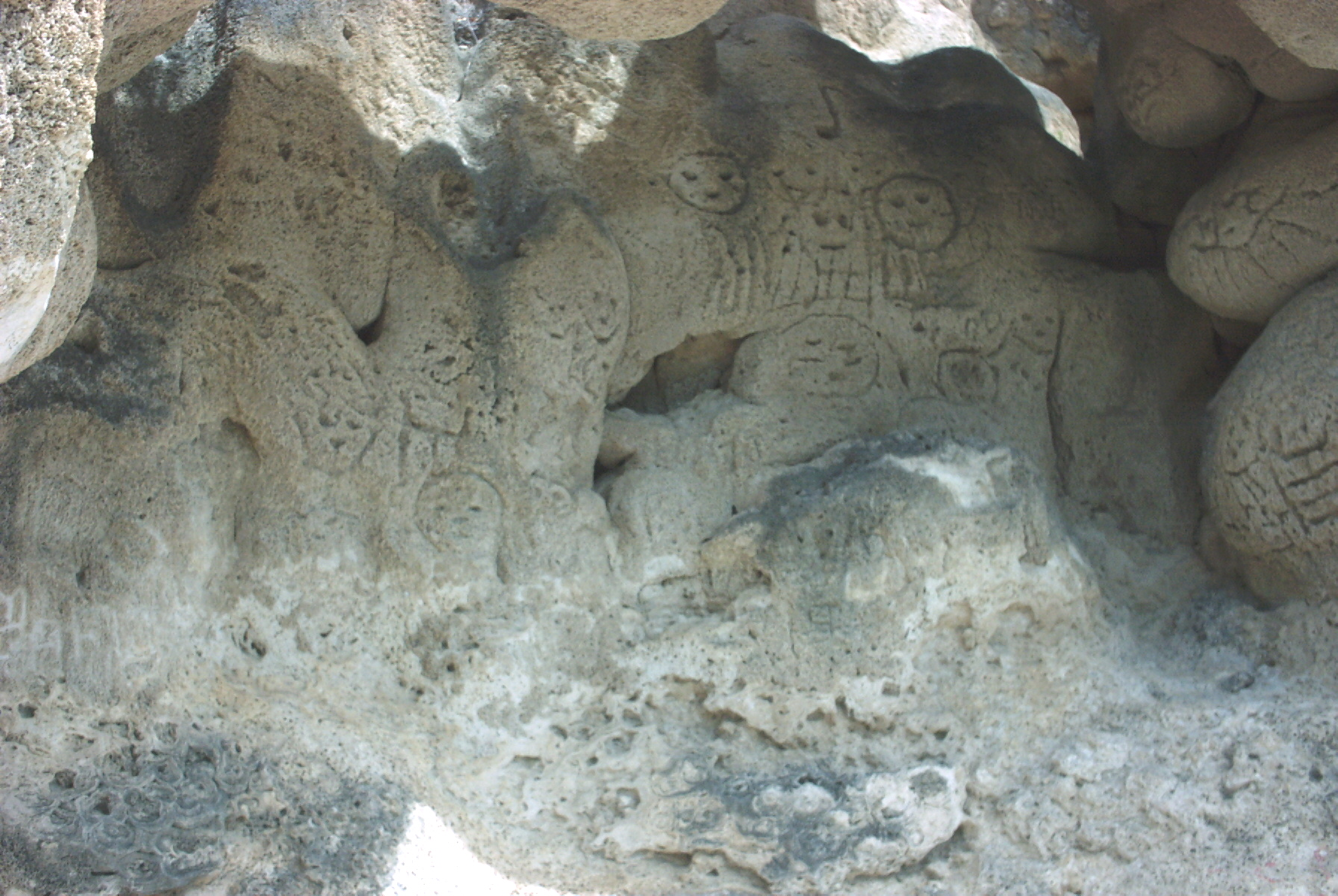
Grotte de Las Caritas

Les Ciboneys (nom venant de l'arawak signifiant « ceux qui habitent des grottes ») étaient des Amérindiens des Antilles, dans la mer des Caraïbes, qui habitaient entre autres les îles d'Hispaniola et de Cuba. Lors de la colonisation européenne, ils auraient habité les régions retirées de ces îles alors que leurs voisins Taïnos vivaient sur les îles proches et sur le littoral. Cependant la survivance des Ciboneys au moment du contact avec les Européens est contestée par certains archéologues qui y voient seulement une tradition orale taïno relayée par les chroniqueurs espagnols.